# Comté de Halland
Ne doit pas être confondu avec Halland.
Le comté de Halland (Hallands Län en suédois) est un comté suédois situé au sud-ouest du pays, en bordure de la baie du Cattégat. Il est voisin des comtés de Västra Götaland, Jönköping, Kronoberg et Skåne.

## Province historique
Le comté actuel de Halland, créé en 1719, a pratiquement les mêmes frontières que la province historique de Halland. Une exception à cette règle concerne la partie est de la commune de Hylte, qui appartenait autrefois à la province historique de Småland. Une autre exception concerne la paroisse de Lindome, au nord, qui a rejoint un autre comté en 1971 et dépend actuellement du comté de Västra Götaland.
Pour l’histoire, la géographie et la culture, voir Halland 

## Administration
Les principales missions du conseil d’administration du comté (Länsstyrelse), dirigé par le préfet du comté, sont de satisfaire aux grandes orientations fournies par le Riksdag et le gouvernement, de promouvoir le développement du comté et de fixer des objectifs régionaux.

## Politique
Parmi les principales responsabilités de l’assemblée locale (Landstinget Halland) figurent les questions de santé publique.

## Communes
Le comté de Halland est subdivisé en six communes (Kommuner) au niveau local :
- Falkenberg ;
- Halmstad ;
- Hylte ;
- Kungsbacka ;
- Laholm ;
- Varberg.

## Villes et localités principales
- Halmstad : 53 487 habitants
- Varberg : 25 067 habitants
- Falkenberg : 18 580 habitants
- Kungsbacka : 17 133 habitants
- Onsala : 6 893 habitants
- Billdal : 5 752 habitants
- Laholm : 5 644 habitants
- Oskarström : 3 867 habitants
- Hyltebruk : 3 671 habitants
- Gottskär : 3 541 habitants

## Héraldique
Le comté de Halland a hérité son blason de la province historique de Halland. Lorsqu’une couronne royale y est ajoutée, le blason symbolise alors le conseil d’administration du comté.